# Nougatine

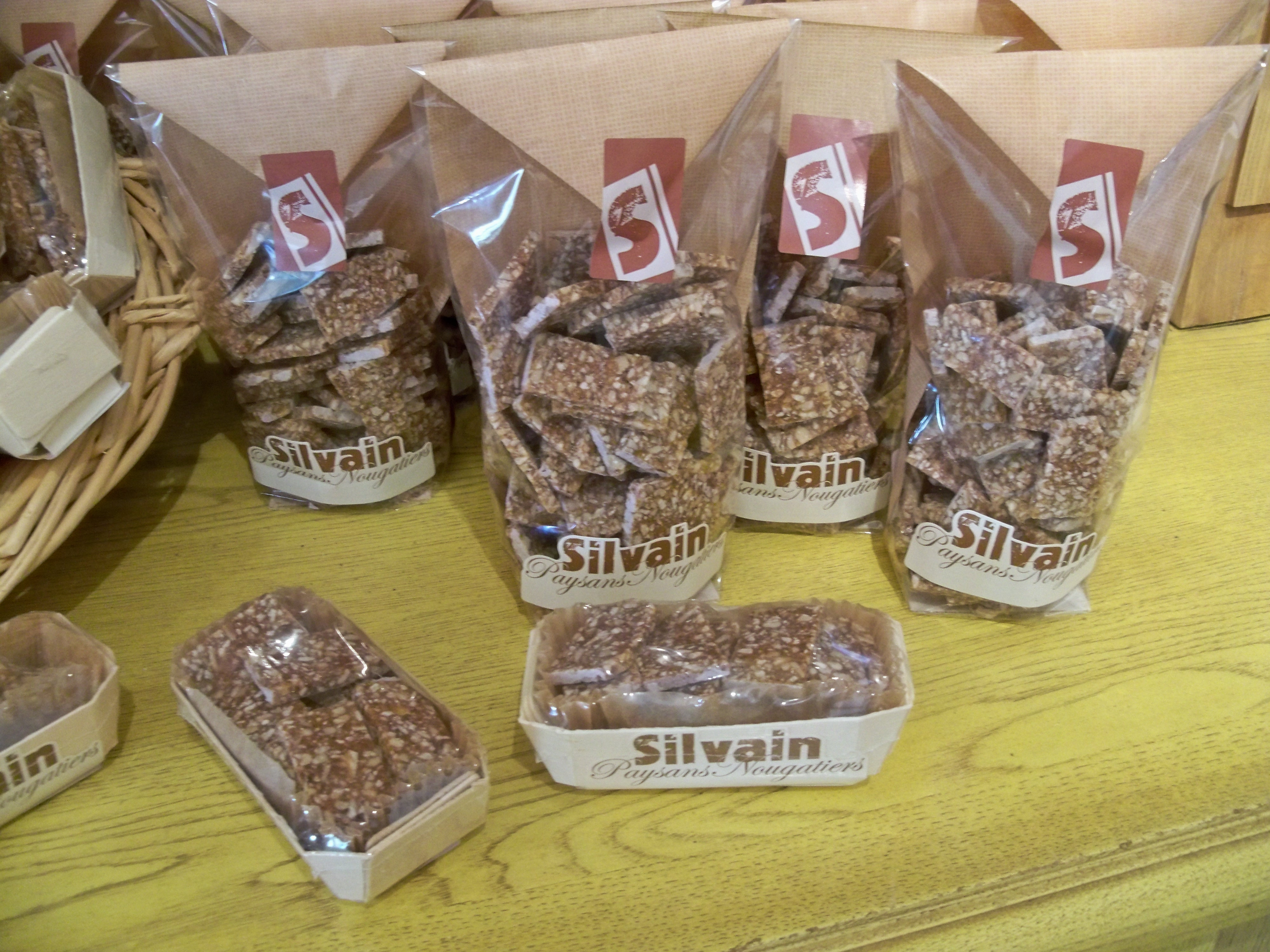
Nougatine à base de miel et d'amande.

La nougatine est une confiserie faite de sucre caramélisé et de menus morceaux d’amandes ou de noix, souvent utilisée en pâtisserie.

## Historique
La nougatine a été inventée dans les années 1850 par le confiseur Louis-Jules Bourumeau, à Nevers. Elle devient l'un des emblèmes gourmands de la ville, et la marque « Nougatine de Nevers » est déposée en 1860. L'impératrice Eugénie est à l'origine de la renommée de la nougatine, l'ayant découverte lors d'une visite officielle en 1862.

## Exemples de pâtisseries et chocolats utilisant la nougatine
| Spécialité                   | Lieu              | Description |
| ---------------------------- | ----------------- | --- |
| Alfajor                      | Argentine         | certaines formes d'Alfajor peuvent se présenter sous forme de deux galettes fourrées de nougatine |
| Ardoises de Fumay            | Fumay             | petites plaques de nougatine recouvertes de chocolat bleu |
| Chocoball                    | Japon             | friandise créée par la firme japonaise Morinaga, dont certaines versions plus sophistiquées et traditionnelles utilisent un fourrage de nougatine |
| Colle-aux-dents              | Île de La Réunion | friandise ressemblant à la nougatine |
| Croquembouche                |                   | |
| Duchesse d'Angoulême         | Angoulême         | nougatine fourrée d'un praliné aux amandes |
| Galets du Rhône              | Lyon              | bonbons de chocolat, spécialité déposée dans la région lyonnaise, une coquille de nougatine garnie d'un praliné amandes/noisettes, trempée dans de la couverture noire et saupoudrée de poudre de cacao (créés par la chocolaterie Panel dans les années 1930) |
| Levrette de Charmes (Vosges) | Charmes           | spécialité de confiserie chocolatière aujourd'hui disparue. Il s'agissait d'une nougatine enrobée de chocolat amer et fourrée d'une ganache au parfum de framboise.                                                                                            |
| Nougatine aux algues         | Espagne           | servie dans le restaurant El Bulli du chef Ferran Adrià |
| Nougatine de Nevers          | Nevers            | |
| Nougatine du Poitou          | Poitou            | |
| Picantins de Compiègne       | Compiègne         | spécialité à base de chocolat et de nougatine (leur nom provient des trois personnages, Flandrin, Langlois et Lansquenet, qui ornent le beffroi de l'hôtel de ville de Compiègne)                                                                              |
| Prytanéens                   | La Flèche         | chocolats au goût de praliné avec de la nougatine concassée |
| Quernons d'ardoise           | Angers            | nougatine caramélisée enrobée de chocolat bleu |
| Wagotine                     | Lorraine          | petit wagonnet en nougatine garni de spécialités lorraines |